# Tomás Facundo Mariano Ortiz
Tomás Facundo Mariano Ortiz (Florencio Varela, Argentina; 10 de marzo de 2000) es un futbolista argentino y su equipo actual es Chacarita Juniors de la Primera B Nacional, a préstamo desde Defensa y Justicia.

## Trayectoria
Producto de las divisiones inferiores de Defensa y Justicia. Su primera convocatoria al primer equipo fue en diciembre de 2018, cuando el técnico Sebastián Beccacece lo utilizó como suplente, en el partido ante Huracán, no viendo minutos. Luego volvió a entrenarse con las inferiores, hasta fines de 2020 cuando Hernán Crespo lo reintegra a los entrenamientos por el primer equipo. Debutó el 29 de noviembre en una derrota en casa por 3-2 ante Central Cordoba de Santiago del Estero, jugando de titular y siendo reemplazado por Jonathan Farías.
El 7 de enero de 2022, se anunció a Ortiz como refuerzo de Cobreloa de la Primera B de Chile.

## Clubes
| Club                | País      | Año           |
| ------------------- | --------- | ------------- |
| Defensa y Justicia  | Argentina | 2018-presente |
| → Cobreloa          | Chile     | 2022          |
| → Arsenal FC        | Argentina | 2024          |
| → Chacarita Juniors | Argentina | 2025-presente |